# La Rochette (Senna e Marna)
La Rochette è un comune francese di 3 126 abitanti situato nel dipartimento di Senna e Marna nella regione dell'Île-de-France.

## Società

### Evoluzione demografica

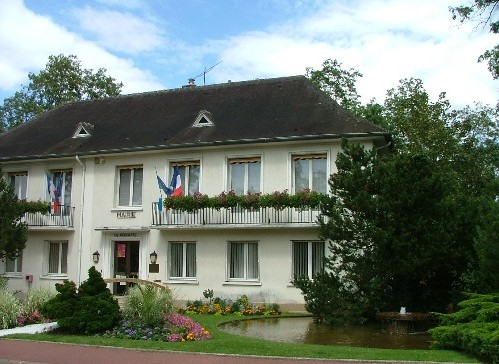

Abitanti censiti